# Racopilum ayresii
Racopilum ayresii là một loài rêu trong họ Racopilaceae. Loài này được Mitt. mô tả khoa học đầu tiên năm 1886.